# Código municipal

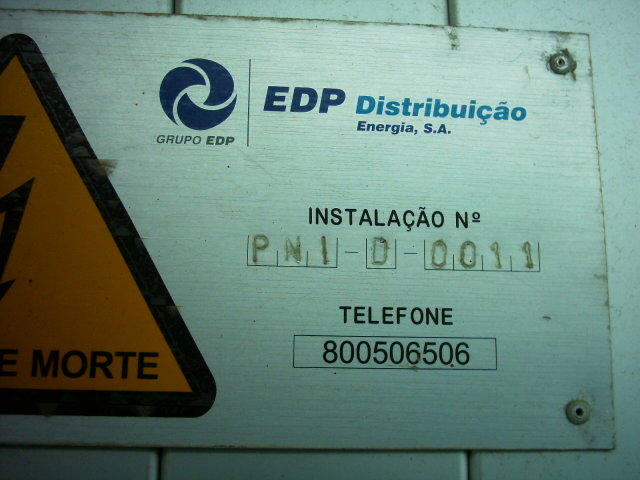
Código de Peniche,, identificando infraestrutura da EDP.

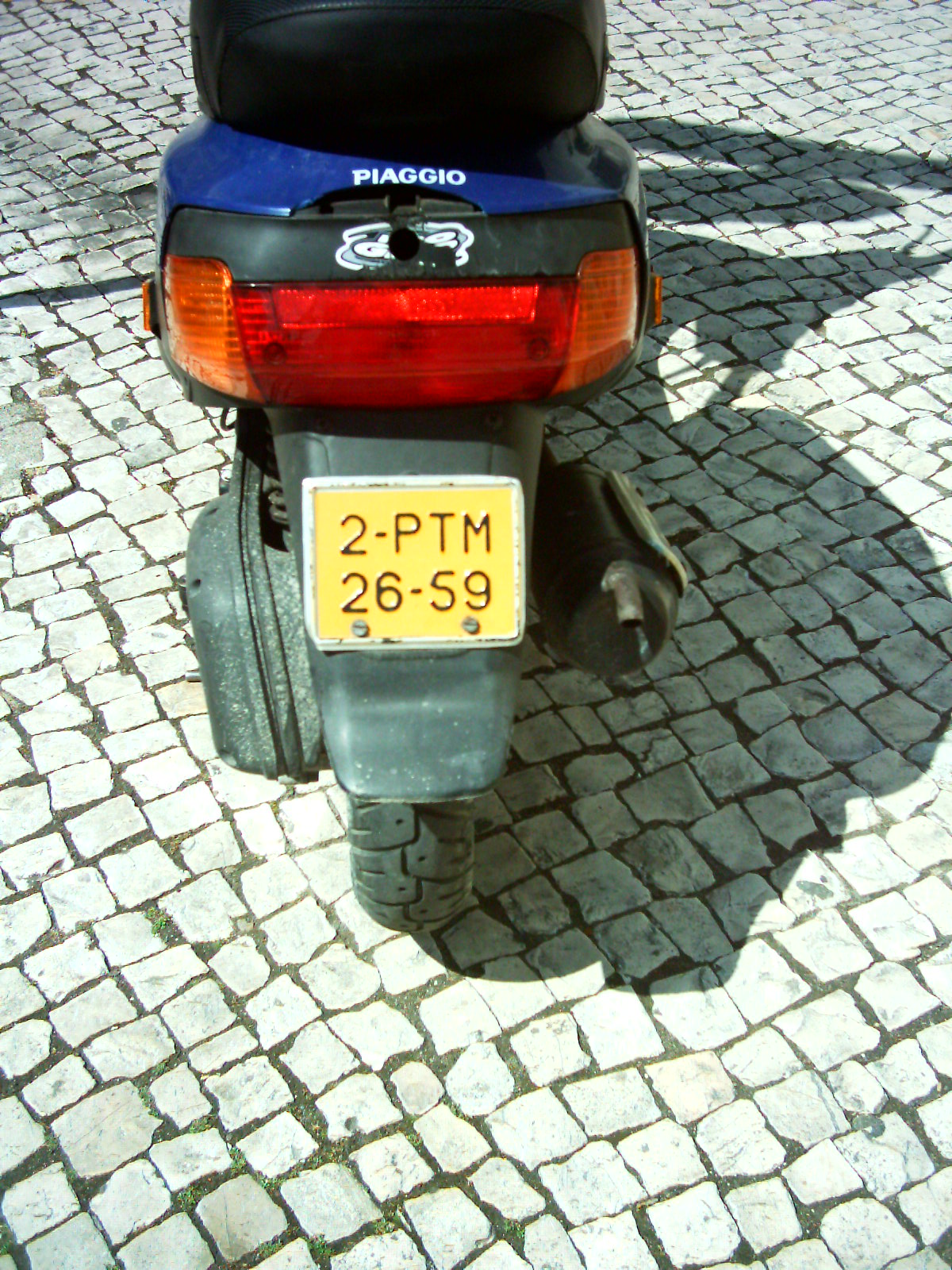
Código de Portimão,, em matrícula de motociclo.

Todos os municípios de Portugal têm um código (abreviatura) de três letras.
É usado nos códigos postais (para “desambiguar” localidades diferentes, em municípios distintos, com nomes iguais), e noutras aplicações pontuais e de menor visibilidade. Até 2006 foi usado nas matrículas de motociclos de baixa cilindrada (menos de 50 cm3), ciclomotores, e veículos de tracção não motorizada (animal ou humana).
A lista completa é um Anexo do DL 209/98 (transcrito de legislação anterior) e está disponível em inúmeros sítios:
- Diário da República Electrónico
- Associação Nacional de Municípios